# 白川町立下佐見小学校
白川町立下佐見小学校（しらかわちょうりつ しもさみしょうがっこう）は、かつて岐阜県加茂郡白川町にあった公立の小学校。

## 概要
- 校区は下佐見であった。1976年、上佐見小学校と統合。佐見小学校の新設により廃校。
- 廃校後、旧・校舎は佐見むつみ会館として使用されたが、2002年に取り壊された。2018年現在、跡地には新築された佐見むつみ会館、及び佐見デイサービスセンターせせらぎ園となっている。

## 沿革
- 1873年（明治6年） - 加茂郡成山村に成山校として開校。村内の劇場を仮校舎とする。
- 1875年（明治8年） - 久田島村、室原村、成山村、徳田村が合併し、下佐見村が発足。
- 1883年（明治16年） - 新築移転。
- 1886年（明治19年） - 下佐見簡易小学校に改称する。
- 1888年（明治21年） - 下佐見尋常小学校に改称する。
- 1889年（明治22年）7月1日 - 上佐見村と下佐見村が合併し、佐見村が発足。
- 1901年（明治34年） - 下佐見尋常高等小学校に改称する。
- 1912年（大正元年） - 校舎を改築。
- 1941年（昭和16年）4月1日 - 下佐見国民学校に改称する。
- 1947年（昭和22年）4月1日 - 佐見村立下佐見小学校に改称する。佐見中学校下佐見分校を併設。
- 1949年（昭和24年）8月 - 佐見中学校下佐見分校を廃止。
- 1950年（昭和25年） - 新校舎（木造2階建）が完成。
- 1956年（昭和31年）9月30日 - 白川町、佐見村、黒川村、蘇原村が合併し、改めて白川町が発足。同時に白川町立下佐見小学校に改称する。
- 1976年（昭和51年）3月 - 統合により廃校。

## その他
- 1996年に公開された映画学校の怪談2で、校舎（1950年完成）はロケ地となり、全景セットとして使用された。